# Sjuartjärnarna (Svegs socken, Härjedalen, 688854-143016)
Sjuartjärnarna är en sjö i Härjedalens kommun i Härjedalen och ingår i Ljusnans huvudavrinningsområde.